# Liste der Wappen in der Woiwodschaft Lublin
Diese Liste zeigt die Wappen der Landkreise und kreisfreien Städte in der Woiwodschaft Lublin. Die Woiwodschaft Lublin ist in 20 Landkreise und vier kreisfreie Städte unterteilt.

## Wappen der kreisfreien Städte in der Woiwodschaft Lublin

Lublin
Chełm
Zamość
Biała Podlaska

## Wappen der Landkreise in der Woiwodschaft Lublin

Powiat Bialski
Powiat Biłgorajski
Powiat Chełmski
Powiat Hrubieszowski
Powiat Janowski
Powiat Krasnostawski
Powiat Kraśnicki
Powiat Lubartowski
Powiat Lubelski
Powiat Łęczyński
Powiat Łukowski
Powiat Opolski
Powiat Parczewski
Powiat Puławski
Powiat Radzyński
Powiat Rycki
Powiat Świdnicki
Powiat Tomaszowski
Powiat Włodawski
Powiat Zamojski